# Ammochloa
- Commons
- Wikispecies

Ammochloa  Boiss. é um género botânico pertencente à família Poaceae, subfamília Pooideae, tribo Aveneae.
Espécies de plantas encontradas na Europa, África e Ásia.

## Sinônimos
- Cephalochloa Coss. & Durieu (SUI)
- Dictyochloa (Murb.) E.G.Camus

## Espécies
- Ammochloa involucrata Murb.
- Ammochloa palaestina Boiss.
  - Ammochloa palaestina var. intermedia Maire & Weiller
  - Ammochloa palaestina var. subacaulis (Balansa ex Coss. & Durieu) Pamp.
- Ammochloa pungens (Schreb.) Boiss.
- Ammochloa subacaulis Balansa ex Coss. & Durieu
- Ammochloa unispiculata Eig